# The Tracks of My Tears
| Оценки критиков | Оценки критиков |
| Источник        | Оценка          |
| --------------- | --------------- |
| AllMusic        | Без оценки      |

«The Tracks of My Tears» — песня, написанная Смоки Робинсоном (в соавторстве с Питом Муром и Марвом Тарплином) и впервые изданная его группой The Miracles в 1965 году. Вышла в мае 1995 года как лид-сингл) с их пятого студийного альбома Different Class.
В США сингл с ней поднялся на 16-е место чарта Billboard Hot 100. В ритм-н-блюзовом чарте того же журнала «Билборд» песня достигла 2-го места.
В 2004 году журнал Rolling Stone поместил песню «The Tracks of My Tears» в исполнении группы Smokey Robinson and the Miracles на 50-е место своего списка «500 величайших песен всех времён».
В списке 2011 года песня также находится на 50-м месте.
Британский музыкальный журнал New Musical Express тоже включает её в свой (опубликованный в 2014 году) список «500 величайших песен всех времён», в нём она на 178-м месте.
Кроме того, песня «The Tracks Of My Tears» вместе с ещё тремя песнями в исполнении группы The Miracles, — «Going to a Go-Go», «Shop Around» и «You've Really Got a Hold on Me» — входит в составленный Залом славы рок-н-ролла список 500 Songs That Shaped Rock and Roll.
В 2008 году она была включена в Национальный реестр аудиозаписей Библиотеки конгресса США. (В этот список включаются записи, которые должны быть сохранены для будущих поколений и для этой цели отправляются на особое хранение.)
Также, в 2007 году сингл группы The Miracles с песней «The Tracks of My Tears» (вышедший в 1965 году на лейбле Tamla) был принят в Зал славы премии «Грэмми».